# أدريان سينا
أدريان كلاوديو سينا (بالرومانية: Adrian Claudiu Sînă) هو مُغنٍ وكاتب أغاني ودي جي ومُنتج تسجيلات روماني، وُلدَ في يوم 18 أبريل 1977 في مدينة بايا ماري في رومانيا.